# Zal Montes
Gli Zal Montes sono una struttura geologica della superficie di Io.